# (4769) Castalia
(4769) Castalia ist ein erdnaher Asteroid (Gruppe der erdnahen Objekte), der am 9. August 1989 von Eleanor F. Helin am Palomar-Observatorium entdeckt wurde. 
Er ist nach der Nymphe Kastalia aus der griechischen Mythologie benannt.
Castalia bewegt sich in einer Entfernung von 0,5495 AU (Perihel) bis 1,5770 AU (Aphel) in etwa 400 Tagen um die Sonne. Die Bahnexzentrizität beträgt 0,4832, wobei die Bahn 8,886° gegen die Ekliptik geneigt ist.
Im August 1989 zog Castalia in elffachem Mondabstand an der Erde vorbei und konnte mittels Radar beobachtet werden. Es zeigte sich, dass der Asteroid aus zwei 800 Meter großen Teilen zusammengesetzt ist und die Form einer Erdnuss aufweist. Beobachtungen anderer Asteroiden haben gezeigt, dass solche Doppelkörper nicht ungewöhnlich sind. Sie können sich bilden, wenn zwei größere Objekte mit geringen Geschwindigkeiten von einigen Zentimetern pro Sekunde miteinander kollidieren und verbunden bleiben.